# دارين لو
دارين لو (بالإنجليزية: Darren Law)‏ هو سائق سيارة سباق أمريكي، ولد في 4 أبريل 1968 في تورونتو في كندا.

## روابط خارجية
- دارين لو على موقع DriverDB.com (الإنجليزية)